# Jérôme Kerviel

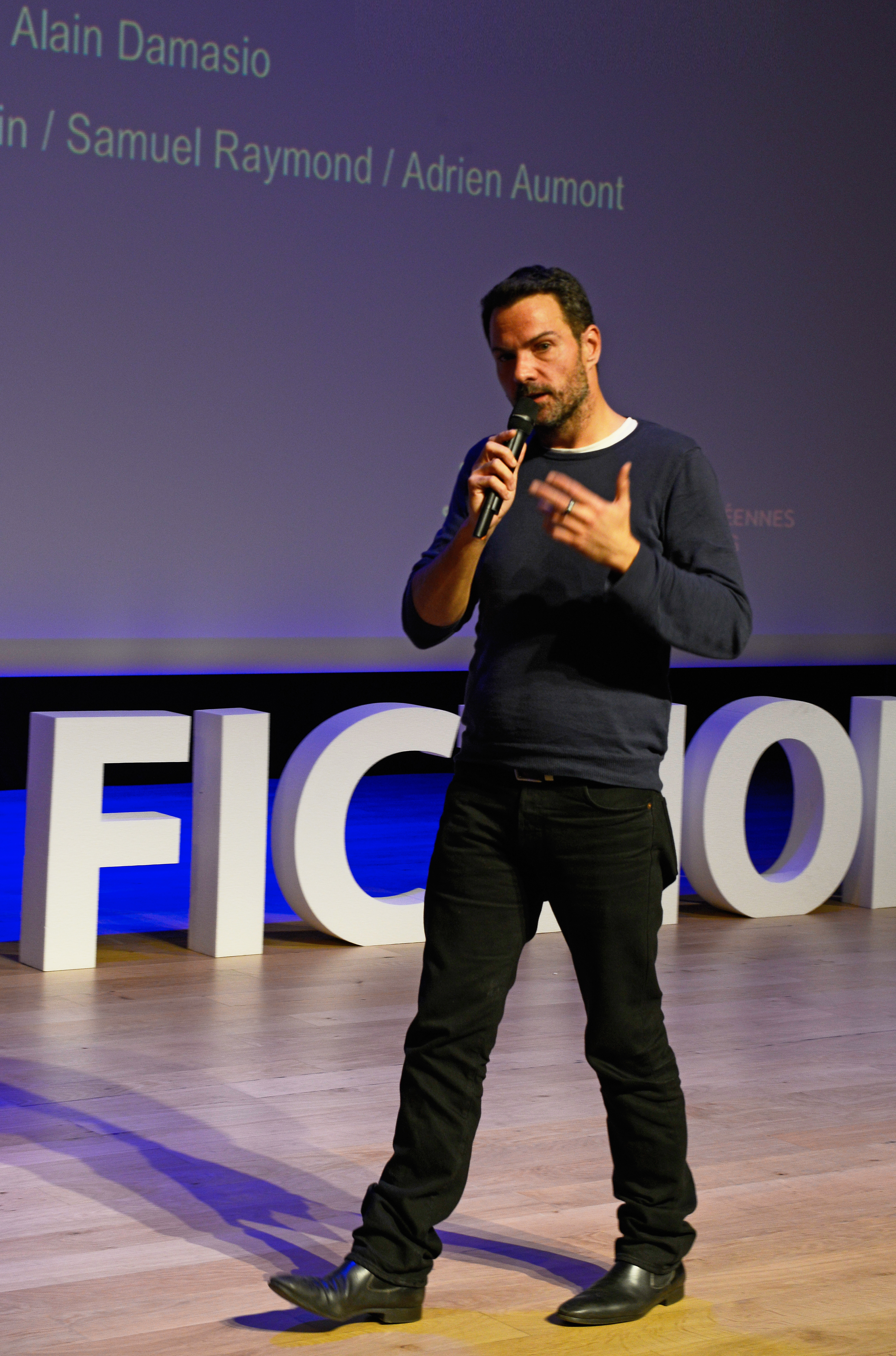
Jérôme Kerviel em 2015

Jérôme Kerviel (nascido em 11 de Janeiro de 1977) é um operador francês que foi formalmente acusado no incidente da grande perda da Société Générale em janeiro de 2008, resultando em perdas estimadas em aproximadamente 4.9 bilhões de euros. A Société Générale caracteriza Kerviel como um rogue trader e afirma que Kerviel efetuou essa transações sozinho, sem sua autorização. Kerviel, em resposta, disse a investigadores que tais práticas são generalizadas e que conseguir maiores lucros para a empresa resulta em negligência por parte da hierarquia. A presente investigação envolve o que é reportado como a maior fraude na história do sistema bancário.

## Vida pregressa
Jérôme Kerviel cresceu em Pont-l'Abbé, Bretanha. Sua mãe, Marie José, é uma cabeleireira aposentada e seu pai, Charles, que faleceu em 2006, era ferreiro. Kerviel é casado, mas separou-se recentemente de sua mulher.
Ele graduou-se em 2000 pela Universidade Lumière Lyon 2 com um mestrado em finanças, especializando-se em organização e controle de mercados financeiros. O programa financeiro da universidade, que foi iniciado nos anos 1990 com o apoio dos maiores bancos franceses, tinha a intenção de preparar estudantes para posições intermediárias e de back-office  nos departamentos operacionais de instituições financeiras. Antes disso ele recebera um diploma de graduaçao em finanças pela Universidade de Nantes.
Durante uma entrevista, um de seus antigos professoes em Lyon, Gisèle Reynaud, afirmou: "Ele era um aluno exatamente como os outros, um jovem rapaz que não se diferenciava dos demais." Em 2001, pela sugestão de Thierry Mavic, prefeito de Pont l’Abbé, Kerviel disputou um assento na Câmara Municipal com o partido Union pour un mouvement populaire mas não conseguiu se eleger.

## Carreira
Kerviel juntou-se ao middle office do banco Société Générale no verão (do Hemisfério Norte) de 2000, trabalhando no departamento de compliance. Em 2005 ele foi promovido para a equipe de produtos 'Delta One' em Paris onde era um operador júnior. Os negócios Delta One da Société Générale incluem program trading, exchange-traded funds, swaps, index e quantitative trading. Christian Noyer, presidente do Banco da França, descreveu Kerviel como um "gênio da computação"; no entanto, fontes de dentro do Société Générale descreveram Kerviel como "não uma estrela". Kerviel ganhou um bônus de €60,000 fora um salário de €74,000 em 2006, considerado modesto em comparação com os salários pagos aos traders no mercado financeiro. Ele esperava um bônus de €600,000  em 2007 e teria recebido pelo menos metade desse valor.

## Alegações de fraude
O banco alega que Kerviel tinha sido designado para arbitrar discrepâncias entre equity derivatives e preços de ações à vista, e "começou a criar as negociações fictícias no final de 2006  e começo de 2007, no entanto essas transações envolviam valores relativamente pequenos. Os negócios fictícios aumentaram em frequência, e em tamanho".
Executivos do banco afirmam que ao longo de 2007 Kerviel teria negociado lucrativamente antecipando a queda nos preços de mercado; no entanto, eles o tem acusado de exceder suas prerrogativas ao se envolver em negócios não autorizados somando aproximadamente €49.9 bilhões, uma cifra muito maior do que a capitalização total do banco pelo mercado. Executivos do banco dizem que Kerviel tentou encobrir a atividade criando negócios que davam prejuízo para contrabalançar os ganhos anteriores. De acordo com a BBC, Kerviel gerou €1.4 bilhões em lucros ocultos no início de 2007. Seus empregadores dizem terem descoberto negociações não autorizadas que os levaram até Kerviel em 19 de janeiro de 2008. O banco então executou (closed out) essas posições ao longo de três dias com início em 21 de janeiro de 2008, um período em que o mercado estava passando por uma grande queda nos índices de ações, e as perdas foram estimadas em €4.9 bilhões.
O banco alega que Kerviel "havia formado posições fraudulentas massivas em 2007 e 2008, muito além da sua limitada autoridade" e que os negócios envolviam futuros sobre índices de bolsas da Europa. Apesar de executivos do banco dizerem que Kerviel aparentemente trabalhava sozinho, céticos questionam como negociações não autorizadas desse vulto poderiam passar despercebidas. O passado e o cargo pouco suspeitos de Kerviel no banco tem alimentado a desconfiança de que ele teria agido sozinho. Alguns analistas sugerem que negociações não autorizadas dessa magnitude poderiam não ter sido detectada inicialmente por causa do alto volume em negociações de baixo risco normalmente conduzidas pelo departamento de Kerviel. O banco disse que as transações eram sempre questionadas, Kerviel as descreveria como um engano e então cancelaria a transação, e depois a substituiria com outra usando um outro instrumento financeiro para evitar a detecção. Os advogados de Kerviel, Elisabeth Meyer e Christian Charrière-Bournazel, disseram que os gerentes do banco "trouxeram as perdas sobre si mesmos"; acusaram a gerência do banco de querer "levantar uma cortina de fumaça para desviar a atenção do público de perdas ainda mais substanciais nos últimos meses"; e disseram que Kerviel haveria ganho para o banco um lucro de US$2 bilhões em 31 de dezembro de 2007.
Gerentes da Société Générale tem descrito alguns dos meios que Kerviel teria empregado a fim de escapar dos controles internos do banco e evitar ser detectado. O diretor-executivo do banco, Daniel Bouton, descreve o padrão como um "vírus mutante" em que centenas de milhares de transações foram escondidas atrás de operações falsas com derivativos. Executivos dizem que Kerviel era cuidadoso para fechar as transações em apenas dois ou três dias, justo antes de os controles pré-programados desencadeassem avisos para o sistema de controle interno do banco e Kerviel então moveria as posições antigas para outras recém-iniciadas. Experts da city tem expressado ceticismo em relação à versão do banco, dizendo que o padrão de fechar posições dentro do alegado ciclo de três dias não poderia ser conseguido dadas as imensas somas envolvidas. Kerviel foi simplesmente suspenso, mas está no processo de ser despedido pelo banco.
Kerviel não parece ter pessoalmente se beneficiado com as operações. Promotores dizem que Kerviel tem cooperado com as investigações, além de afirmarem que suas ações também eram praticadas por outros operadores na empresa. Kerviel admite ter excedido seu limite de crédito, mas afirmou estar trabalhando para aumentar os lucros do banco. Ele disse às autoridades que o banco estava contente o seu desempenho no ano anterior, e estaria esperando receber um bônus de 300.000€. Membros da família testemunharam dizendo que o bando está usando Kerviel como bode expiatório para justificar suas perdas recentes.

### Repercussões legais
Em resposta aos rumores de que Kerviel teria fugido de Paris depois da descoberta das transações não autorizadas em 24 de janeiro de 2008, o advogado de Kerviel negou que ele tivesse tentado desaparecer e disse que ele permanecera em Paris para responder às acusações.
Também em 24 de janeiro de 2008, a Société Générale entrou com um processo contra "uma pessoa de 31 anos" por criar documentos fraudulentos, usar documentos forjados e por fazer ataques em um sistema automatizado, de acordo com Clarisse Grillon, porta-voz do procurador de Nanterre, cidade da grande Paris. O jornal francês Le Figaro informou que além do processo da Société Générale, um grupo de acionistas entrou com um processo por fraude, quebra de confiança e falsificação.
Na tarde de 25 de janeiro de 2008, a polícia francesa fez uma batida na central da Société Générale e no apartamento de Kerviel no subúrbio de Neuilly-sur-Seine para recuperar seus arquivos armazenados no computador. Em 26 de janeiro de 2008, o escritório dos promotores de Paris afirmou que Kerviel não estaria fugindo e que ele seria interrogado no momento apropriado, assim que a polícia tivesse analisado os documentos fornecidos pela Société Générale. Ele foi detido no final daquele dia.
A detenção inicial de 24 horal de Kerviel foi estendida para 48 horas enquanto o ministério público francês o interrogou a respeito de possíveis cúmplices. Posteriormente, a investigação se ampliou para abarcar o histórico de ligações do seu celular para explorar possíveis ligações com outros indivíduos que trabalhassem em bancos rivais ou empresas de investimentos que pudessem estar envolvidos. A polícia está investigando se ele agia sozinho e se algum investidor fora da Société Générale pudesse ter sido favorecido. A polícia está interessada em saber se outros estiveram envolvidos tanto nas transações em si ou se receberam informações a respeito das iminentes execuções de posições do banco antes dos detalhes do escândalo virem a público.
Kerviel foi formalmente acusado em 28 de janeiro de 2008 por abuso de confiança e acesso ilegal a computadores, sendo liberado por um curto período.  A acusações feitas acarretam no máximo uma sentença à prisão por três anos. Em 29 de janeiro de 2008 os juízes investigadores, Renaud van Ruymbeke e Françoise Desset, recusaram a petição do promotor Jean-Claude Marin para acusar Kerviel do crime mais sério de tentativa de fraude.

## Outras perdas notáveis no mercado
- Yasuo Hamanaka causou uma perda de aproximadamente $2.6 bilhões, ao longo de dez anos, em transações não autorizadas com cobre na Bolsa de Metais de Londres
- Nick Leeson causou uma perda de £827 milhões para o Barings Bank, levando-o ao colapso
- Lista de perdas no mercado